# Championnat des Pays-Bas de tennis de table
Le Championnat néerlandais de tennis de table comprend un championnat par équipes et un championnat se disputant en plusieurs catégories (individuelle, doubles...).

## Championnat par équipes

### Palmarès
| Année | Hommes                             | Femmes                                |
| ----- | ---------------------------------- | ------------------------------------- |
| 2024  | De Boer Taverzo (Zoetermeer)       | Dozy Den Helder Noordkop              |
| 2023  | De Boer Taverzo (Zoetermeer)       |                                       |
| 2022  | De Boer Taverzo (Zoetermeer)       |                                       |
| 2019  | Smash '70 (Hattem)                 | TTV Lybrae Consultants Heerlen        |
| 2018  | De Treffers '70 (1)                | Dozy Den Helder Noordkop              |
| 2017  | Enjoy & Deploy Taverzo (5)         | Dozy Den Helder Noordkop              |
| 2016  | Enjoy & Deploy Taverzo (4)         | Dozy Den Helder Noordkop (5)          |
| 2015  | Enjoy & Deploy Taverzo (3)         | Dozy Den Helder Noordkop (4)          |
| 2014  | Enjoy & Deploy Taverzo (2)         | Dozy Den Helder Noordkop (3)          |
| 2013  | Enjoy & Deploy Taverzo (1)         | Dozy Den Helder Noordkop (2)          |
| 2012  | Wijzenbeek Westa (2)               | Lybrae Cons. Heerlen (7)              |
| 2011  | Wijzenbeek Westa (1)               | Dozy Den Helder Noordkop (1)          |
| 2010  | Enjoy & Deploy Heerlen (1)         | Li-Ning/Infinity Heerlen (6)          |
| 2009  | AA-Drink/FVT Rotterdam (9)         | Li-Ning/Infinity Heerlen (5)          |
| 2008  | AA-Drink/FVT Rotterdam (8)         | MF Services/Fürst Heerlen (4)         |
| 2007  | Re/Max Hendrix Buchten (4)         | MF Services/Fürst Heerlen (3)         |
| 2006  | Re/Max Hendrix Buchten (3)         | Fürst Manderveld Heerlen (2)          |
| 2005  | Re/Max Hendrix Buchten (2)         | Fürst Manderveld Heerlen (1)          |
| 2004  | FVT/De Keij Rotterdam (7)          | DOV Klaverlelie Heerhugowaard (2)     |
| 2003  | FVT/De Keij Rotterdam (6)          | DOV Klaverlelie Heerhugowaard (1)     |
| 2002  | FVT/De Keij Rotterdam (5)          | Henk ten Hoor/DTK'70 Klazienaveen (8) |
| 2001  | FVT/De Keij Rotterdam (4)          | Henk ten Hoor/DTK'70 Klazienaveen (7) |
| 2000  | 't Zand Middelburg (1)             | Hectas/DTK'70 Klazienaveen (6)        |
| 1999  | Ankerstars Middelstum (1)          | Schoonderbeek/DTK'70 Klazienaveen (5) |
| 1998  | FVT Visser Rotterdam (3)           | Schoonderbeek/DTK'70 Klazienaveen (4) |
| 1997  | FVT Visser Rotterdam (2)           | Haka/Treffers Klazienaveen (3)        |
| 1996  | FVT Visser Rotterdam (1)           | Haka/Treffers Klazienaveen (2)        |
| 1995  | Sloun Interieur Buchten (1)        | Haka/Treffers Klazienaveen (1)        |
| 1994  | VSB Bank Harkstede (1)             | Reflex (S) Scheemda (1)               |
| 1993  | De Blaeuwe Werelt Apeldoorn (7)    | HOI Opleidingen Den Helder (2)        |
| 1992  | De Blaeuwe Werelt Apeldoorn (6)    | HOI Opleidingen Den Helder (1)        |
| 1991  | Tempo-Team Amsterdam (11)          | Besbo Irene Tilburg (3)               |
| 1990  | Tempo-Team Amsterdam (10)          | Megacles Weert (3)                    |
| 1989  | De Blaeuwe Werelt Apeldoorn (5)    | Megacles Weert (2)                    |
| 1988  | L. en T. Eindhoven (1)             | Megacles Weert (1)                    |
| 1987  | Dextro/Avanti Hazerswoude-Dorp (1) | Hotak'68 Hoogerheide (1)              |
| 1986  | Valkencourt Valkenswaard (1)       | Dextro/Avanti Hazerswoude-Dorp (1)    |
| 1985  | De Blaeuwe Werelt Apeldoorn (4)    | Scylla Leiden (6)                     |
| 1984  | De Veluwe Apeldoorn (3)            | Torenstad Zutphen (1)                 |
| 1983  | De Veluwe Apeldoorn (2)            | Scylla Leiden (5)                     |
| 1982  | De Veluwe Apeldoorn (1)            | Scylla Leiden (4)                     |
| 1981  | Tempo-Team Amsterdam (9)           | Scylla Leiden (3)                     |
| 1980  | Tempo-Team Amsterdam (8)           | Scylla Leiden (2)                     |
| 1979  | Tempo-Team Amsterdam (7)           | Tempo-Team Amsterdam (5)              |
| 1978  | Tempo-Team Amsterdam (6)           | Tempo-Team Amsterdam (4)              |
| 1977  | Tempo-Team Amsterdam (5)           | Tempo-Team Amsterdam (3)              |
| 1976  | Tempo-Team Amsterdam (4)           | Delta Lloyd Amsterdam (2)             |
| 1975  | Tempo-Team Amsterdam (3)           | Tempo-Team Amsterdam (2)              |
| 1974  | Tempo-Team Amsterdam (2)           | Delta Lloyd Amsterdam (1)             |
| 1973  | Tempo-Team Amsterdam (1)           | Tempo-Team Amsterdam (1)              |
| 1972  | Delta Lloyd Amsterdam (10)         | Mars E.S. Amstelveen (1)              |
| 1971  | Delta Lloyd Amsterdam (9)          | De Treffers Roelofarendsveen (1)      |
| 1970  | Delta Lloyd Amsterdam (8)          | Helmond (2)                           |
| 1969  | Scylla Leiden (2)                  | Irene Tilburg (3)                     |
| 1968  | NedLloyd Amsterdam (7)             | Irene Tilburg (2)                     |
| 1967  | Scylla Leiden (1)                  | Luto Tilburg (1)                      |
| 1966  | NedLloyd Amsterdam (6)             | Helmond (1)                           |
| 1965  | NedLloyd Amsterdam (5)             | Gossima Voorburg (2)                  |
| 1964  | AMVJ Amsterdam (4)                 | Scylla Leiden (1)                     |
| 1963  | AMVJ Amsterdam (3)                 | Batswingers Den Haag (7)              |
| 1962  | AMVJ Amsterdam (2)                 | Batswingers Den Haag (6)              |
| 1961  | AMVJ Amsterdam (1)                 | Blue Star Venlo (1)                   |
| 1960  | WIBO Den Haag (2)                  | Wilhelmus Voorburg (1)                |
| 1959  | Sparta Amsterdam (12)              | WIBO Den Haag (1)                     |
| 1958  | WIBO Den Haag (1)                  | Batswingers Den Haag (5)              |
| 1957  | Sparta Amsterdam (11)              | Batswingers Den Haag (4)              |
| 1956  | Sparta Amsterdam (10)              | Batswingers Den Haag (3)              |
| 1955  | Sparta Amsterdam (9)               | Batswingers Den Haag (2)              |
| 1954  | Sparta Amsterdam (8)               | Batswingers Den Haag (1)              |
| 1953  | Sparta Amsterdam (7)               | Brabant Breda (1)                     |
| 1952  | NedLloyd Amsterdam (4)             | -                                     |
| 1951  | Sparta Amsterdam (6)               | -                                     |
| 1950  | Sparta Amsterdam (5)               | -                                     |
| 1949  | NedLloyd Amsterdam (3)             | -                                     |
| 1948  | NedLloyd Amsterdam (2)             | -                                     |
| 1947  | NedLloyd Amsterdam (1)             | -                                     |
| 1946  | Sparta Amsterdam (4)               | -                                     |
| 1945  | -                                  | -                                     |
| 1944  | Quick'32 Hilversum (1)             | -                                     |
| 1943  | Sparta Amsterdam (3)               | -                                     |
| 1942  | Sparta Amsterdam (2)               | -                                     |
| 1941  | Sparta Amsterdam (1)               | -                                     |
| 1940  | -                                  | -                                     |
| 1939  | 't Plankje Den Haag (2)            | -                                     |
| 1938  | 't Plankje Den Haag (1)            | -                                     |
| 1937  | K.K.K. Amsterdam (1)               | -                                     |

## Championnat national individuel
Le Championnat national néerlandais de tennis de table est organisé chaque année depuis 1935. L'organisateur est l'Association néerlandaise de tennis de table NTTB.

### Palmarès
| Saison       | Simple messieurs  | Simple dames           | Double messieurs                    | Double dames                                  | Double mixte                               |
| ------------ | ----------------- | ---------------------- | ----------------------------------- | --------------------------------------------- | ------------------------------------------ |
| 2025, Zwolle | Gabrielius Camara | Shuohan Men            | Barry BERBEN Kas VAN OOST           | Shuohan MEN Dobrila JORGUSESKA                |                                            |
| 2024         | Milo de Boer      | Tanja Helle            | Milo de Boer Lode Hulshof           | Tali Cohen Sanne de Hoop                      | Barry Berben Tali Cohen                    |
| 2023         | Barry Berben      | Emine Ernst            | Barry Berben Kas van Oost           | Dobrila Jorguseska Shuohan Men                | Barry Berben Tali Cohen                    |
| 2022         | Trinko Keen       | Emine Ernst            | Barry Berben Kas van Oost           | Yana Timina Sanne de Hoop                     | Kas van Oost Dobrila Jorguseska            |
| 2021         | Michel de Boer    | Shuo Han Men           | Gabrielius Camara Jochem de Hoop    | Esmee van Marwijk Kim Vermaas                 | Kas van Oost Dobrila Jorguseska            |
| 2020         | Laurens Tromer    | Shuo Han Men           | Martijn de Vries Rajko Gommers      | Rachel Gerarts Shuo Han Men                   | Rajko Gommers Kim Vermaas                  |
| 2019         | Rajko Gommers     | Kim Vermaas            | Barry Wijers Martin Khatchanov      | Melanie Bierdrager Angelique Gertenbach       | Rajko Gommers Kim Vermaas                  |
| 2018         | Ewout Oostwouder  | Shuo Han Men           | Rajko Gommers Martijn de Vries      | Yana Timina Tanja Helle                       | Rajko Gommers Kim Vermaas                  |
| 2017         | Rajko Gommers     | Li Jie                 | Ewout Oostwouder Laurens Tromer     | Yana Timina Tanja Helle                       | Rajko Gommers Kim Vermaas                  |
| 2016         | Laurens Tromer    | Britt Eerland          | Barry Wijers Martin Khatchanov      | Yana Timina Tanja Helle                       | Yana Timina Nathan van der Lee             |
| 2015         | Ewout Oostwouder  | Li Jie                 | Nathan van der Lee Cosmin Stan      | Britt Eerland Kim Vermaas                     | Rajko Gommers Kim Vermaas                  |
| 2014         | Ewout Oostwouder  | Li Jiao                | Barry Wijers Martin Khatchanov      | Carla Nouwen Nicky Zetsen                     | Nicky Zetsen Martijn de Vries              |
| 2013         | Casper ter Lüün   | Li Jiao                | Jelle Bosman Casper ter Lüün        | Linda Creemers Li Jiao                        | Nicky Zetsen Martijn de Vries              |
| 2012         | Barry Wijers      | Li Jiao                | Rajko Gommers Koen Hageraats        | Li Jie Jelena Timina                          | Barry Wijers Carla Nouwen                  |
| 2011         | Martijn de Vries  | Li Jiao                | Barry Wijers Nathan van der Lee     | Li Jiao Li Jie                                | Daan Sliepen Linda Creemers                |
| 2010         | Michel de Boer    | Li Jiao                | Barry Wijers Nathan van der Lee     | Li Jie Jelena Timina                          | Daan Sliepen Linda Creemers                |
| 2009         | Qi Xiao Feng      | Li Jiao                | Frank Rengenhart Merijn de Bruin    | Yana Timina Ana Gogorita                      | Frank Rengenhart Yana Timina               |
| 2008         | Danny Heister     | Li Jiao                | Danny Heister Barry Wijers          | Li Jie Jelena Timina                          | Li Jiao Danny Heister                      |
| 2007         | Trinko Keen       | Li Jiao                | Danny Heister Barry Wijers          | Li Jie Jelena Timina                          | Li Jiao Danny Heister                      |
| 2006         | Danny Heister     | Li Jiao                | Danny Heister Barry Wijers          | Li Jie Jelena Timina                          | Li Jiao Danny Heister                      |
| 2005         | Trinko Keen       | Li Jiao                | Danny Heister Barry Wijers          | Li Jiao Jelena Timina                         | Carla Nouwen Barry Wijers                  |
| 2004         | Trinko Keen       | Melisa Muller          | Danny Heister Trinko Keen           | Mirjam Kloppenburg Linda Creemers             | Mirjam Kloppenburg Michiel Janssen         |
| 2003         | Danny Heister     | Melisa Muller          | Danny Heister Trinko Keen           | Linda Creemers Carla Nouwen                   | Daan Sliepen Linda Creemers                |
| 2002         | Danny Heister     | Bettine Vriesekoop     | Danny Heister Trinko Keen           | Diana Bakker Melisa Muller                    | Daan Sliepen Linda Creemers                |
| 2001         | Danny Heister     | Ni Xialian             | Danny Heister Trinko Keen           | Ni Xialian Mi Hui Qing                        | Tang Yuan Yuan Liu Qiang                   |
| 2000         | Trinko Keen       | Jelena Timina          | Danny Heister Trinko Keen           | Diana Bakker Melisa Muller                    | Dong Li Wu Bin                             |
| 1999         | Trinko Keen       | Dong Li                | Danny Heister Trinko Keen           | Dong Li Floor Tebbe                           | Emily Noor Jörg de Cock                    |
| 1998         | Danny Heister     | Gerdie Keen            | Gerard Bakker jr. Chen Sung         | Gerdie Keen Melisa Muller                     | Emily Noor Jörg de Cock                    |
| 1997         | Danny Heister     | Gerdie Keen            | Danny Heister Chen Sung             | Mirjam Kloppenburg Gerdie Keen                | Melisa Muller Jonah Kahn                   |
| 1996         | Trinko Keen       | Gerdie Keen            | Merijn de Bruin Jonah Kahn          | Mirjam Kloppenburg Gerdie Keen                | Bettine Vriesekoop Jörg de Cock            |
| 1995         | Danny Heister     | Bettine Vriesekoop     | Danny Heister Trinko Keen           | Diana Bakker Emily Noor                       | Bettine Vriesekoop Jörg de Cock            |
| 1994         | Paul Haldan       | Bettine Vriesekoop     | Danny Heister Trinko Keen           | Diana Bakker Emily Noor                       | Bettine Vriesekoop Jörg de Cock            |
| 1993         | Danny Heister     | Mirjam Kloppenburg     | Danny Heister Trinko Keen           | Mirjam Kloppenburg Gerdie Keen                | Emily Noor Frank Boute                     |
| 1992         | Danny Heister     | Emily Noor             | Danny Heister Trinko Keen           | Gerdie Keen Emily Noor                        | Emily Noor Frank Boute                     |
| 1991         | Danny Heister     | Bettine Vriesekoop     | Trinko Keen Casper Mol              | Gerdie Keen Emily Noor                        | Emily Noor Danny Heister                   |
| 1990         | Paul Haldan       | Mirjam Kloppenburg     | Trinko Keen Casper Mol              | Gerdie Keen Emily Noor                        | Mirjam Kloppenburg Gerard Bakker jr.       |
| 1989         | Paul Haldan       | Gerdie Keen            | Frank Boute Danny Heister           | Brenda Hunterslag Gerdie Keen                 | Emily Noor Danny Heister                   |
| 1988         | Paul Haldan       | Mirjam Kloppenburg     | Paul Haldan Ron van Spanje          | Patricia de Groot Emily Noor                  | Gerdie Keen Geert Verhaegh                 |
| 1987         | Paul Haldan       | Mirjam Kloppenburg     | Paul Haldan Henk van Spanje         | Emily Noor Marlies Somers                     | Mirjam Kloppenburg Erwin Beek              |
| 1986         | Paul Haldan       | Bettine Vriesekoop     | Henk van Spanje Jaap van Spanje     | José Bakker Bettine Vriesekoop                | Bettine Vriesekoop Gerard Bakker jr.       |
| 1985         | Ron van Spanje    | Bettine Vriesekoop     | Henk van Spanje Ron van Spanje      | Jantien Jansma Mirjam Kloppenburg             | Bettine Vriesekoop Gerard Bakker jr.       |
| 1984         | Henk van Spanje   | Bettine Vriesekoop     | Han Gootzen Bob Potton              | Jantien Jansma Mirjam Kloppenburg             | Mirjam Kloppenburg Henk van Spanje         |
| 1983         | Ron van Spanje    | Bettine Vriesekoop     | Hans Lingen Patrick Swier           | Sandra de Kruiff Bettine Vriesekoop           | Sandra de Kruiff Patrick Swier             |
| 1982         | Henk van Spanje   | Bettine Vriesekoop     | Bert van der Helm Rene Hijne        | Sandra de Kruiff Bettine Vriesekoop           | Bettine Vriesekoop Patrick Swier           |
| 1981         | Nico van Slobbe   | Bettine Vriesekoop     | Jaap van Spanje Ron van Spanje      | Sandra de Kruiff Bettine Vriesekoop           | Jolanda Noordam Ronald Rijsdorp            |
| 1980         | Bert van der Helm | Bettine Vriesekoop     | Han Gootzen Bert van der Helm       | Sandra de Kruiff Bettine Vriesekoop           | Ine Willems Bert van der Helm              |
| 1979         | Bert van der Helm | Bettine Vriesekoop     | Han Gootzen Anne Vlieg              | Sandra de Kruiff Bettine Vriesekoop           | Bettine Vriesekoop Theo Louwers            |
| 1978         | Nico van Slobbe   | Bettine Vriesekoop     | Bert van der Helm Nico van Slobbe   | Sandra de Kruiff Bettine Vriesekoop           | Sonja Heltzel Rene Hijne                   |
| 1977         | Bert van der Helm | Bettine Vriesekoop     | Bert van der Helm Will van Zoelen   | Sandra de Kruiff Bettine Vriesekoop           | Mieke Arntz Bert van der Helm              |
| 1976         | Bert van der Helm | Sonja Heltzel          | Hans van de Broek Hans Lingen       | Sandra de Kruiff Bettine Vriesekoop           | Marianne van der Vliet Nico van Slobbe     |
| 1975         | Nico van Slobbe   | Sonja Heltzel          | Carel Deken Nico van Slobbe         | Ellen Klatt Marianne van de Vliet             | Sonja Heltzel Bert Schoofs                 |
| 1974         | Bert van der Helm | Ellen Klatt            | Bert van der Helm Nico van Slobbe   | Ellen Klatt Conny van Moorst                  | Sonja Heltzel Bert Schoofs                 |
| 1973         | Bert van der Helm | Sonja Heltzel          | Carel Deken Bert Schoofs            | Sonja Heltzel Annemiek van Moorst             | Sonja Heltzel Bert Schoofs                 |
| 1972         | Bert van der Helm | Veronique van der Laan | Bert van der Helm Nico van Slobbe   | Sonja Heltzel Annemiek van Moorst             | Sonja Heltzel Bert Schoofs                 |
| 1971         | Bert van der Helm | Sonja Heltzel          | Carel Deken Bert Schoofs            | Sonja Heltzel Annemiek van Moorst             | Ellen Klatt Frans Schoofs                  |
| 1970         | Bert Schoofs      | Ellen Klatt            | Gerard Bakker sr. Bert van der Helm | Veronique van der Laan Aukje Wynia            | Aukje Wynia Bert van der Helm              |
| 1969         | Bert van der Helm | Mary van Ruiten        | Carel Deken Bert Schoofs            | Mieke ten Broek Veronique van der Laan        | Ellen Kort Bert van der Helm               |
| 1968         | Bert van der Helm | Mary van Ruiten        | Carel Deken Bert Schoofs            | Annie van Gardingen Maria Nielen              | Ria Bogmans Rüdiger Reinecke (Deutschland) |
| 1967         | Bert van der Helm | Mieke ten Broek        | Ed van de Berg Frans Schoofs        | Annie van Gardingen Ilse Hameeteman-Tessensoh | nicht ausgetragen                          |
| 1966         | Bert van der Helm | Annemarie Wijnants     | Gerard Bakker sr. Bert van der Helm | Ria Bogmans Annemarie Wijnants                | Ellen Kort Bert van der Helm               |
| 1965         | Bert Onnes        | Ria Bogmans            | Mauri Colthof Bert Onnes            | Ursula Stulemeyer-Artz Annemarie Wijnants     | Annemarie Wijnants Bert Onnes              |
| 1964         | Frans Schoofs     | Ursula Stulemeyer-Artz | Mauri Colthof Bert Onnes            | Ursula Stulemeyer-Artz Aukje Wynia            | Aukje Wynia Bert Onnes                     |
| 1963         | Bert Onnes        | Ria Bogmans            | Bert Onnes Frans Schoofs            | Ursula Artz Aukje Wynia                       | Ursula Artz Frans Schoofs                  |
| 1962         | Bert Onnes        | Ursula Artz            | Bert Onnes Frans Schoofs            | Ursula Artz Nellie Visscher                   | Nellie Visscher Bert Onnes                 |
| 1961         | Bert Onnes        | Tine de Jong           | Gerard Bakker sr. Jaap van Hummel   | Nellie Visscher Aukje Wynia                   | Nellie Visscher Bert Onnes                 |
| 1960         | Bert Onnes        | Agnes Simon            | Bert Onnes Frans Schoofs            | Ursula Artz Agnes Simon                       | Agnes Simon Bert Onnes                     |
| 1959         | Bert Onnes        | Agnes Simon            | Bert Onnes Frans Schoofs            | Agnes Simon Nellie Visscher                   | Agnes Simon Bert Onnes                     |
| 1958         | Frans Schoofs     | Nora van Megen         | Paul Gimbel Will van Zoelen         | Coby van Megen Nora van Megen                 | Nora van Megen Bert Onnes                  |
| 1957         | Paul Gimbel       | Nora van Megen         | Henny Grijzenhout Bert Onnes        | Coby van Megen Nora van Megen                 | Nora van Megen Bert Onnes                  |
| 1956         | Bert Onnes        | Nora van Megen         | Bert Onnes Wim Stoop                | Coby van Megen Nora van Megen                 | Nora van Megen Bert Onnes                  |
| 1955         | Cor du Buy        | Nora van Megen         | Henny Grijzenhout Piet Weel         | Coby van Megen Nora van Megen                 | Nora van Megen Cor du Buy                  |
| 1954         | Cor Pelser        | Nora van Megen         | Cor du Buy Will van Zoelen          | Coby van Megen Nora van Megen                 | Nora van Megen Cor du Buy                  |
| 1953         | Cor Pelser        | Coby van Megen         | Cor du Buy Will van Zoelen          | Coby van Megen Nora van Megen                 | Henny van Woezik Will van Zoelen           |
| 1952         | Cor du Buy        | Coby van Megen         | Piet Kreuger Cor Pelser             | Lotte Schoonderbeek Henny van Woezik          | Coby van Megen Jan Scheffer                |
| 1951         | Cor du Buy        | Henny van Woezik       | Cor du Buy Will van Zoelen          | Fransje Beck Henny van Woezik                 | Fransje Beck Will van Zoelen               |
| 1950         | Cor Pelser        | Henny van Woezik       | Piet Kreuger Cor Pelser             | Fransje Beck Ina Kiek                         | Ina Kiek Guus Broné                        |
| 1949         | Cor du Buy        | Margo van Wijk         | Cor du Buy Will van Zoelen          | Ina Kiek Henny van Woezik                     | Ina Kiek Cor du Buy                        |
| 1948         | Piet Kreuger      | Margo van Wijk         | Cor du Buy Will van Zoelen          | Ina Kiek Dini de Vries-Bakkenes               | Ina Kiek Cor du Buy                        |
| 1947         | Cor du Buy        | Margo van Wijk         | nicht ausgetragen                   | nicht ausgetragen                             | nicht ausgetragen                          |
| 1946         | Bep van Ham       | Margo van Wijk         | Ad Bouwmans Huub Thien              | Diny Meulendijk Tiny Zuidgeest                | Anja Berendsen Herman Posno                |
| 1945         | nicht ausgetragen | nicht ausgetragen      | nicht ausgetragen                   | nicht ausgetragen                             | nicht ausgetragen                          |
| 1944         | Bep van Ham       | Margo van Wijk         | nicht ausgetragen                   | nicht ausgetragen                             | nicht ausgetragen                          |
| 1943         | Cor du Buy        | Dini Bakkenes          | nicht ausgetragen                   | nicht ausgetragen                             | nicht ausgetragen                          |
| 1942         | Andre Thunnissen  | Dini Bakkenes          | Cor du Buy Jaap du Buy              | Enny Rauch Margo van Wijk                     | Enny Rauch Guus Broné                      |
| 1941         | Gijs van Asten    | Margo van Wijk         | Lex Admiraal Hans Falkena           | Enny Rauch Margo van Wijk                     | Enny Rauch Herman Falkena                  |
| 1940         | nicht ausgetragen | nicht ausgetragen      | nicht ausgetragen                   | nicht ausgetragen                             | nicht ausgetragen                          |
| 1939         | Cor du Buy        | Margo van Wijk         | Cor du Buy Ruud Koster              | Fien Herschel Mary Huberts                    | Coby Kluun Cor du Buy                      |
| 1938         | Cor du Buy        | Ina Kick               | André Thunnissen Harry Thunnissen   | Ina Kiek Clara van West                       | Jetty Fernandus Arwid Danner               |
| 1937         | Cor du Buy        | Clara van West         | Cor du Buy Piet Clausen             | Ina Kiek Zus Snoeck-Henkemans                 | Ina Kiek Hans Cserno                       |
| 1936         | Eddy Gano         | Ina Kick               | Eddy Ganon Henk Kappelhoff          | Puck Kappelhoff Clara van West                | Puck Kappelhoff Eric Danner                |
| 1935         | Wim Groenendijk   | Clara van West         | -                                   | -                                             | -                                          |